# BLS RABe 525
De RABe 525, ook wel Nina genoemd, is een treinstel, een zogenaamde lichtgewichttrein met lagevloerdeel voor het regionaal personenvervoer van de BLS..

## Geschiedenis
Het treinstel werd in de jaren 1990 ontworpen in een samenwerking tussen Vevey Technologies uit Vevey en Waggonfabrik Talbot uit Aken. Het acroniem Nina staat voor Niederflur Nahverkehrszug.
De BLS bestelde bij Vevey Technologies in 1998 de eerste serie van 13 treinstellen. In 2000 werd bij Vevey Technologies de tweede serie van 6 treinstellen besteld. Tevens plaatste Transports de Martigny et Régions (TMR) een order voor de bouw van 3 treinstellen en Transports Régionaux Neuchâtelois (TRN) een order voor de bouw van 2 treinstellen. In 2002 werd bij Bombardier Transportation de derde serie van 18 treinstellen besteld. In 2003 werd bij Bombardier Transportation de vierde serie van 4 treinstellen besteld. In 2007 werden bij Bombardier Transportation 13 tussenrijtuigen gebouwd die in de treinstellen 525 015 – 027 werden ingebouwd.
Het TRN-treinstel 527 322 werd eind september 2008 in het bestand van de BLS opgenomen als 525 038. Het treinstel 527 321 werd in oktober 2009 bij de BLS als 525 037 ingevoerd.
Op 25 december 2010 brandde om 0:20 uur het treinstel 525 031 als trein S5216290 op het station Müntschemier aan het traject Bern – Neuchâtel volledig uit. Brandstichting wordt niet uitgesloten.
Op 29 juni 2015 werd begonnen met de modernisering van 36 treinstellen. Hierbij wordt de eerste klas verplaatst naar het tussenrijtuig. In 2018 wordt het laatste verwacht.

## Constructie en techniek
Het treinstel werd van motorwagen tot vierdelig treinstel aangeboden. De elektrische installatie werd gebouwd door Holec BV uit Ridderkerk (later verder als Traxis en overgenomen door Alstom). Deze treinstellen kunnen tot vier stuks gecombineerd rijden. De treinstellen zijn uitgerust met luchtvering.
Alleen de vierdelige treinen van dit type Nina kunnen worden gecombineerd met treinen van de serie RABe 535 (Lötschberger).

### Namen
De BLS hebben de volgende namen op de treinen geplaatst:
- 525 001-4: La Thielle/Zihl
- 525 002-2: Schwarzwasser
- 525 003-0: Emme
- 525 004-8: La Broye
- 525 005-5: Aare
- 525 006-3: Gürbe
- 525 007-1: Gäbelbach
- 525 008-9: La Sarine/Saane
- 525 009-7: Schwarzsee
- 525 010-5: Gerzensee
- 525 014-7: Wohlensee
- 525 017-0: Grabebach
- 525 018-8: Thunersee
- 525 020-4: Scherlibach
- 525 022-0: Worble
- 525 026-1: Chräbsbach
- 525 027-9: Glütschbach
- 525 028-7: La Bibera/Bibere
- 525 033-7: Wankdorf
- 525 036-0: Zentrum Paul Klee
- 525 037-8: Station Langnau
- 525 038-6: Anton

## Treindiensten
De treinstellen van BLS verzorgen het regionaal personenvervoer van de S-Bahn Bern.